# Jeju SK Football Club
Jeju United Football Club (en coreano, 제주 유나이티드 FC) es un club de fútbol profesional situado en la isla de Jeju (Corea del Sur). Juega en la K League 1, primera categoría del país. Fue fundado en 1982 con el nombre Yukong Kokkiri por la empresa de energía Yukong. El equipo disputa sus partidos como local en el Estadio Mundialista de Jeju.
En 1983 fue uno de los cinco miembros fundadores de la Super Liga Coreana y desde entonces ha ganado una edición de la Barclays (1989) y tres copas de la liga. En 1991 pudo establecerse en Seúl y allí permaneció hasta 1996, cuando se vio obligado a establecerse en Bucheon, donde permaneció diez años. Finalmente, en 2006 la franquicia se trasladó a Jeju y cambió su nombre por el actual.
El propietario del equipo es SK Energy, compañía energética que forma parte del conglomerado empresarial SK Group.

## Historia

### Yukong Kokkiri (1983 a 1996)
El actual Jeju United fue fundado el 17 de diciembre de 1982 con el nombre «Yukong Kokkiri», perteneciente a la compañía energética Yukong (actual SK Energy), que forma parte del conglomerado empresarial Sunkyong Group (SK Group). La palabra Kokkiri significa «elefante» en coreano. El nuevo equipo se creó para competir en la liga de fútbol profesional de Corea del Sur, que se puso en marcha en 1983, y en un principio representaba a las regiones de Seúl, Incheon y Gyeonggi.
Yukong fue uno de los cinco clubes que participaron en la temporada inaugural de la actual K League, y en ese primer año finalizaron en tercera posición. Durante toda la década de los años 1980 su ámbito de representación varió entre Seúl y la región de Gyeonggi, hasta que en 1991 se estableció definitivamente en el Estadio Dongdaemun de la capital surcoreana. En el aspecto deportivo, ganó el título de liga en la temporada de 1989 y fue subcampeón en 1994. Durante ocho temporadas su entrenador fue Kim Jung-nam, que también ejerció como seleccionador surcoreano en el Mundial de 1986, los Juegos Asiáticos del mismo año y los Juegos Olímpicos de Seúl 1988.

### Bucheon SK (1996 a 2005)
En 1995, tres de los nueve equipos participantes de la K League (Ilhwa Chunma, LG Cheetahs y Yukong Kokkiri) estaban ubicados en Seúl. Para conseguir que la afición al fútbol se consolidase en otras ciudades del país, la liga promovió el traslado de al menos dos franquicias. Pero no pudo alcanzar un acuerdo, así que los tres clubes se tuvieron que marchar a otras localidades. Sin embargo, se abrió la posibilidad de que una de esas franquicias pudiera regresar cuando se construyese un campo de fútbol específico en la capital.
El club tuvo que trasladarse a Bucheon, a treinta kilómetros de su anterior ubicación, y en 1997 pasó a llamarse Bucheon SK. Su nueva sede no contaba entonces con un campo propio, por lo que jugó cuatro temporadas en el Estadio Mokdong de Seúl hasta que en 2001 finalizaron las obras del nuevo Estadio Bucheon, con capacidad para 34.000 espectadores. Durante diez temporadas consolidó una importante base de aficionados y ganó tres Copas de la Liga de Corea del Sur en las ediciones de 1994, 1996 y 2000, año en que también terminó segundo en la K League.

### Jeju United FC (Desde 2006)
El 2 de febrero de 2006, SK Group anunció el traslado de su franquicia a la isla de Jeju y su cambio de nombre por el de Jeju United FC. La operación contó con la aprobación de la K League, interesada en expandirse a otras localidades para evitar una concentración en el área metropolitana de Seúl, y de la Asociación de Fútbol de Corea, pues se ocupaba el Estadio Mundialista de Jeju, sin uso desde que terminó la Copa Mundial de 2002. Por el contrario, los hinchas de Bucheon protestaron por la medida y terminaron creando un club de socios (actual Bucheon FC 1995).
En su temporada de debut, Jeju United finalizó en penúltima posición y no consiguió una buena asistencia a su estadio. Un año después, su técnico Jung Hae-seong dimitió para ser preparador de Corea del Sur y fue sustituido por el brasileño Arthur Bernardes Ribas, pero este fue incapaz de solucionar la crisis de resultados. Sin embargo, la suerte de la entidad cambió en 2010, cuando contrató a Park Kyung-hoon como nuevo técnico. Jeju quedó segundo en la liga regular y llegó hasta la final de la fase por el título, donde fue derrotado por el FC Seoul. Tras un empate a dos en el partido de ida, perdieron en la vuelta, celebrada en Seúl, por 2:1.

## Escudo y uniforme
El escudo del Jeju United contiene elementos distintivos de la provincia de Jeju, como el volcán del monte Halla y una cornamenta. En el centro de la imagen hay una jota mayúscula que representa el nombre de la isla, mientras que en la inferior figura 1982 como el año de fundación. Sus colores principales (rojo y naranja) coinciden con la imagen corporativa de SK Group, empresa propietaria.
La equipación titular del Jeju United FC es una camiseta naranja y pantalón negro. El naranja es el color principal del equipo desde que se trasladó a Jeju en 2006. El fabricante de las equipaciones es KIKA, mientras que su patrocinador es la compañía energética SK Group.

### Evolución del uniforme
| Yukong Kokkiri (1983-1995) | Bucheon SK (1996-2005) | Jeju United (Desde 2006) |

## Estadio

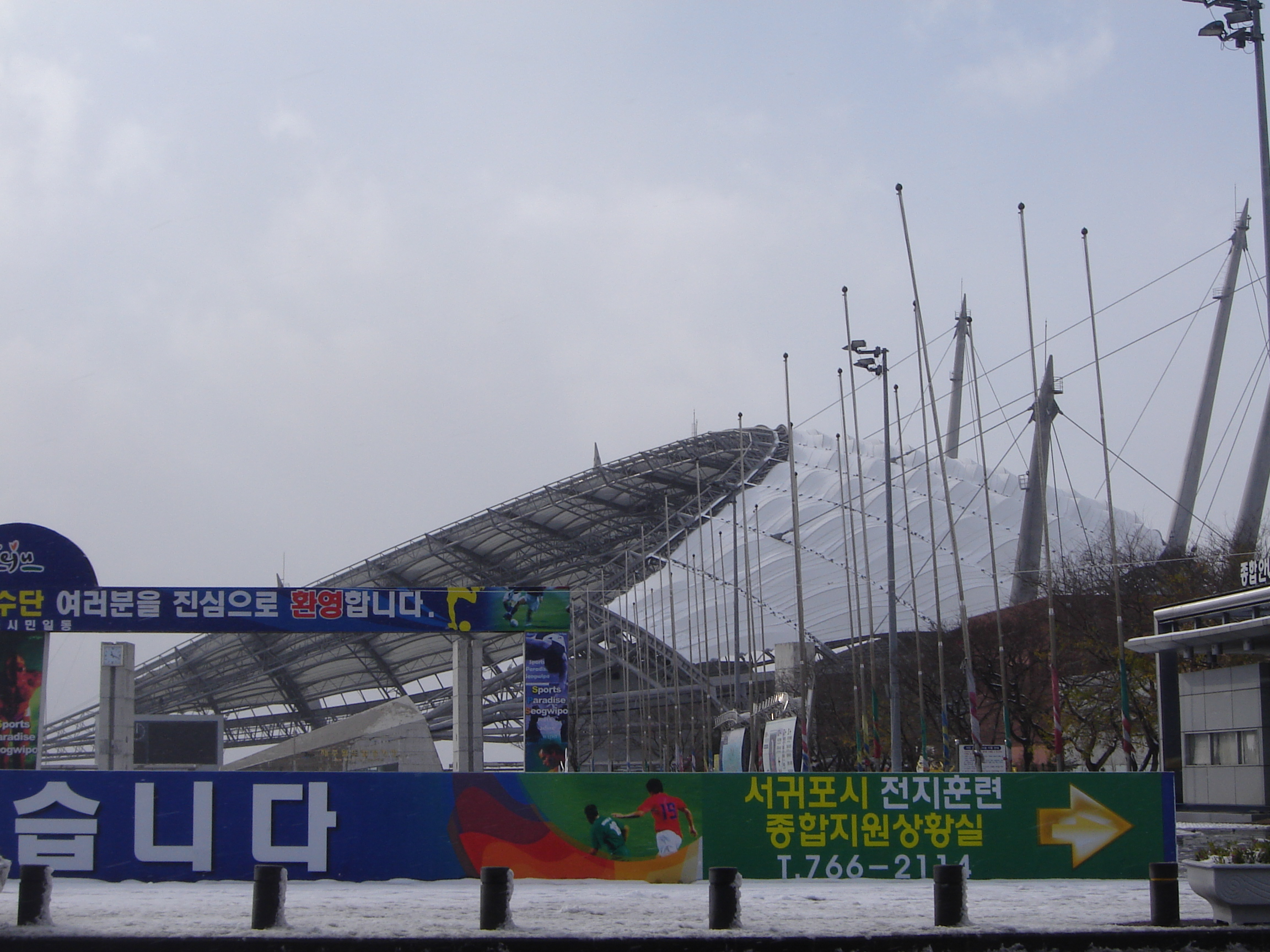
Exterior del Estadio Mundialista de Jeju.

Jeju United juega sus partidos en casa es el Estadio Mundialista de Jeju ubicado en Seogwipo, al sur de la isla. Cuenta con capacidad para 35.600 espectadores y césped natural. También se le conoce como "Wind Force" (en español, Fortaleza del viento) por su estructura y porque su terreno de juego está catorce metros por debajo del nivel del suelo, para así proteger del viento al público. Su diseño se inspira en el borde del cráter de un volcán y su techo tiene la forma de las redes que usan los barcos pesqueros tradicionales de Jeju.
Se diseñó para ser una de las sedes de la Copa Mundial de Fútbol de 2002 que organizaron Corea del Sur y Japón. Después de dos años de construcción, las obras finalizaron el 9 de diciembre de 2001. Durante el Mundial tuvo capacidad para 42.000 espectadores y albergó tres partidos: dos de la primera fase (Brasil-China y Eslovenia-Paraguay) y uno de los octavos de final (Alemania-Paraguay). Cuando el evento terminó, se redujo su aforo y quedó a la espera de que una de las franquicias de la K-League se estableciera allí, algo que no pasó hasta 2006. También ha sido sede de otras competiciones internacionales como la Copa Mundial de Fútbol Sub-17 de 2007.
El club dispone de un campo alternativo, el Estadio Jeju, con capacidad para 25.000 espectadores y situado en el norte de la isla.

### Historial de estadios
- 1987 a 1990: Estadio Sungui (Incheon), Complejo Deportivo de Suwon (Suwon) y Estadio Anyang (Anyang)
- 1991 a 1995: Estadio Dongdaemun (Seúl)
- 1996 a 2000: Estadio Mokdong (Seúl)
- 2001 a 2006: Estadio Bucheon (Bucheon)
- Desde 2006: Estadio Mundialista de Jeju (Seogwipo)

## Datos del club
- Temporadas en K League 1: 32

Debut: Temporada 1983 (inaugural)
Mejor posición: 1º (temporada 1989)
Peor posición: 4º (temporada 2009)
Mediana posición: 2º (temporada 2017-2018)
Descensos: Ninguno
- Participaciones en la Liga de Campeones de la AFC: 1

Mejor posición: Fase de grupos (temporada 2011)

### Denominaciones
- 1983 a 1995: Yukong Kokkiri (유공 코끼리)
- 1996 a 2000: Bucheon Yukong (부천 유공)
- 2001 a 2006: Bucheon SK (부천 SK)
- Desde 2006: Jeju United (제주 유나이티드)

## Palmarés
Títulos oficiales (4)
Títulos nacionales (4)
- K League 1 (1): 1989.

Subcampeón de la K League 1 (4): 1984, 1994, 2000, 2010.
- Copa de la Liga (3): 1994, 1996, 2000 (octubre).

Campeón de la Copa de la Liga y la Champions (2): 1998 (abril y octubre).
- Subcampeón de la Korean FA Cup (1): 2004